# La Unión (Guatemala)
La Unión è un comune del Guatemala facente parte del dipartimento di Zacapa.